# Pristimantis huicundo
Espèce
Synonymes
- Eleutherodactylus huicundo Guayasamin, Almeida-Reinoso & Nogales-Sornosa, 2004

Statut de conservation UICN

 DD  : Données insuffisantes
Pristimantis huicundo est une espèce d'amphibiens de la famille des Craugastoridae.

## Répartition
Cette espèce est endémique du Nord de la cordillère Orientale en Équateur. Elle se rencontre entre 3 229 et 3 700 m d'altitude dans les provinces de Sucumbíos et de Carchi. 
Sa présence est incertaine en Colombie.

## Description
Les mâles mesurent de 19,8 à 21,3 mm et les femelles de 23,2 à 28,7 mm.

## Publication originale
- Guayasamin, Almeida-Reinoso & Nogales-Sornosa, 2004 : Two new species of frogs (Leptodactylidae: Eleutherodactylus) from the high Andes of northern Ecuador. Herpetological Monographs, vol. 18, p. 127-141.